# ویلیام بامول
ویلیام جک بامول (به انگلیسی: William Jack Baumol) (زاده ۲۶ فوریه ۱۹۲۲ – درگذشت ۴ می ۲۰۱۷) اقتصاددان آمریکایی بود، او استاد علم اقتصاد در دانشگاه نیویورک، مدیر علمی مرکز کارآفرینی و نوآوری برکلی و استاد برجسته دانشگاه پرینستون بود. او نویسنده پرکار بیش از هشتاد کتاب و چند صد مقاله ژورنالی نیز بود.
باومول دربارهٔ بازار کار و سایر عوامل اقتصادی که بر اقتصاد تأثیر می‌گذارد، مطالب زیادی نوشت. وی همچنین کمک شایانی به نظریه کارآفرینی و تاریخ اندیشه اقتصادی کرد. بر اساس IDEAS / RePEc او در میان اقتصاددانان تأثیرگذار در جهان است. وی در سال ۱۹۷۱ به عنوان عضو آکادمی هنر و هنر آمریکا انتخاب شد.
باومول کاندیدای دریافت جایزه نوبل اقتصاد برای سال ۲۰۰۳ در نظر گرفته شد، و تامسون رویترز از او به عنوان یک دریافت کننده بالقوه در سال ۲۰۱۴ نام برد، اما او بدون دریافت جایزه درگذشت.